# Cantone di Trégueux
Il Cantone di Trégueux è una divisione amministrativa dell'Arrondissement di Saint-Brieuc.
È stato costituito a seguito della riforma approvata con decreto del 13 febbraio 2014, che ha avuto attuazione dopo le elezioni dipartimentali del 2015.

## Composizione
Comprende i seguenti 4 comuni:
- Hillion
- Langueux
- Trégueux
- Yffiniac